# Cirrus SF50
Cirrus Vision SF50 — реактивный самолёт бизнес-класса с задним расположением двигателя и V-образным хвостовым оперением. Разработан американской фирмой Cirrus Aircraft. Полёт первого прототипа был выполнен в 2008 году. В 2012 году компания была приобретена китайской корпорацией CAIGA. В настоящее время производится получение сертификата типа. Портфель заказов составляет около 500 штук. Серийное производство и поступление заказчикам началось в 2016 году.

## Технические данные (Vision Jet G2+)
Экипаж: 1
Пассажиры: 6
Двигатель:
- Производитель: Williams International
- Тип: FJ33-5A
- Максимальная мощность: 838 кгс
- Количество турбин: 1

Приборное оборудование:
- Авионика Garmin G1000

Вес:
- Максимальный взлётный вес: 2 727 кг
- Максимальный вес: 2 740 кг
- Вес пустого самолёта: 1 610 кг
- Полезная нагрузка: 1 045 кг

Размеры:
- Размах крыла: 11,79 метра
- Длина: 9,42 метра
- Ширина кабины: 1,56 метра
- Высота кабины: 1,24 метра
- Запас топлива: 907 кг
- Максимальная скорость: 610 км/ч
- Крейсерская скорость: 565 км/ч
- Скорость сваливания: 124 км/ч
- Максимальная высота полёта: 9 450 метров
- Дальность полёта с максимальным запасом топлива: 2 051 км

## Цены
- Базовая цена (Base Price): $ 1 960 000 (с 2013 по 2017 год).